# Batu Belarik
Batu Belarik is een bestuurslaag in het regentschap Kepahiang van de provincie Bengkulu, Indonesië. Batu Belarik telt 675 inwoners (volkstelling 2010).